# Encadenament lingüístic
En lingüística, un encadenament lingüístic és un grup de llengües clarament emparentades per les quals no es pot reconstruir cap protollengua. Malcolm Ross, que va encunyar el terme (linkage en anglès), defineix un encadenament com “un grup de comunalectes que ha sorgit per diferenciació dialectal” (Ross 1988, p. 8).
Els encadenaments es caracteritzen per posseir característiques comunes que poden faltar en algun dels seus extrems geogràfics i que es conserven amb més probabilitat a les llengües centrals de l'encadenament. Un encadenament pot ser el resultat d'una cadena dialectal que ha continuat divergint posteriorment, o pot ser el resultat de dialectes que en entrar en contacte van experimentar certa convergència.

## Exemples
Un exemple d'encadenament el constitueixen les llengües malaiopolinèsies centrals del mar de Banda (un mar que inclou el sud de les illes Moluques a Indonèsia oriental). Les llengües malaiopolinesies centre-orientals es divideixen usualment en dues branques, malaiopolinesi central i malaiopolinesi oriental, cadascuna d'elles amb característiques definitòries que les connecten i les distingeixen. No obstant això, mentre que el proto-MP-oriental i el proto-MP-centroriental poden reconstruir-se (com a proto-llengües que van donar lloc a una de les branques i al grup complet), no sembla poder-se reconstruir un proto-MP-central. Podria ser el cas que les subbranques del malaiopolinesi central fossin tan antigues com la branca malaiopolinèsia oriental, però que aquestes subbranques patissin influències mútues i intercanvi de característiques que ara semblen definir-les com a grup. Les característiques comunes del malaiopolinesi oriental semblen ser retencions de la proto-llengua de què deriva el grup, però en canvi aquest no sembla ser el cas per a les característiques comunes del malaiopolinesi oriental.
Un altre grup que sembla ser un encadenament lingüístic són les llengües papús que formen el grup trans-neoguineà occidental, el domini del qual s'estén per la mateixa regió que el malaiopolinesi central.